# Garuda Indonesia
PT Garuda Indonesia (Persero) Tbk ist die nationale Fluggesellschaft Indonesiens mit Sitz in Jakarta und Basis auf dem Flughafen Soekarno-Hatta. Sie ist Mitglied der Luftfahrtallianz SkyTeam. Benannt ist sie nach dem mythischen Vogelmenschen Garuda.

## Geschichte

### Vorgeschichte
Gegründet wurde die Fluggesellschaft am 1. August 1947 als KLM Interinsulair Bedrijf.
Nach der Unabhängigkeitserklärung Indonesiens wurde von der Regierung des Landes mit der Hilfe von Spendengeldern von Kaufleuten aus Aceh eine während der Revolution beschlagnahmte Douglas DC-3 als Transportmittel für den indonesischen Führer beschafft. Dieses Flugzeug wurde von KLM Royal Dutch Airlines erworben, die die Flotte der während der Aufstände 1947 liquidierten Königlich Niederländischen-Indischen Luftfahrt Gesellschaft (niederländisch: Koninklijke Nederlandsch-Indische Luchtvaart Maatschappij (KNILM)) übernommen hatte. Der Kaufpreis betrug 120.000 Malaysische Dollar. Der erste Flug wurde am 26. Januar 1949 durchgeführt. Ab diesem Zeitpunkt lautete der Name der Gesellschaft Indonesian Airways. Der erste Flug mit der „Garuda Indonesian Airways“ angeschriebenen zweiten Maschine PK-DPD erfolgte am 28. Dezember 1949. Am 31. März 1950 wurde Garuda Indonesia offiziell unter Beteiligung der KLM als Fluggesellschaft gegründet.

### Nach der Gründung

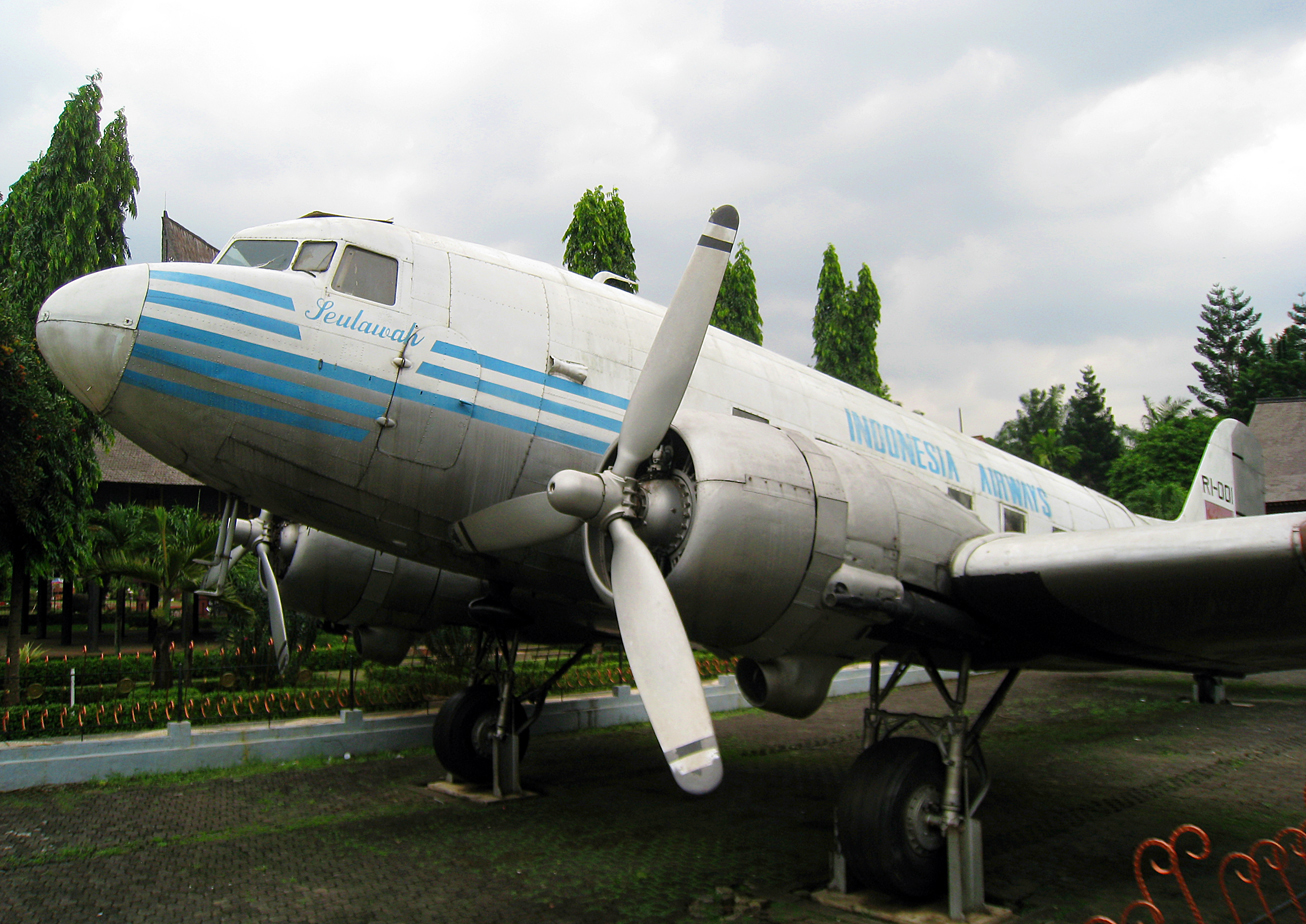
Douglas DC-3 in den Farben der Garuda-Indonesia-Vorgängerin Indonesian Airways

Um die Flotte auszubauen, wurde Indonesien während der Gründungsphase durch Birma, dem heutigen Myanmar, finanziell unterstützt. Schon bald konnten weitere neunzehn Douglas DC-3 und acht Consolidated-Catalina-Wasserflugzeuge beschafft werden. Im September 1950 wurden zusätzliche acht Convair CV-240 bestellt. Bis zum Jahre 1953 wuchs die Flotte mit zusätzlichen Maschinen des Typs De Havilland DH.114 Heron auf 46 Flugzeuge an. 1955 wurden die Consolidated-Catalina-Wasserflugzeuge ausrangiert. Ein Jahr später wurden die ersten Pilgerflüge für die größtenteils muslimische Bevölkerung Indonesiens durchgeführt.
Anfang der 1960er-Jahre gehörten zum Bestand unter anderem acht Convair CV-240, acht Convair CV-340 und drei Convair CV-440. Um die Flotte zu modernisieren, wurde am 14. Januar 1961 eine Lockheed L-188 Electra beschafft.

### Anfang des Jet-Zeitalters

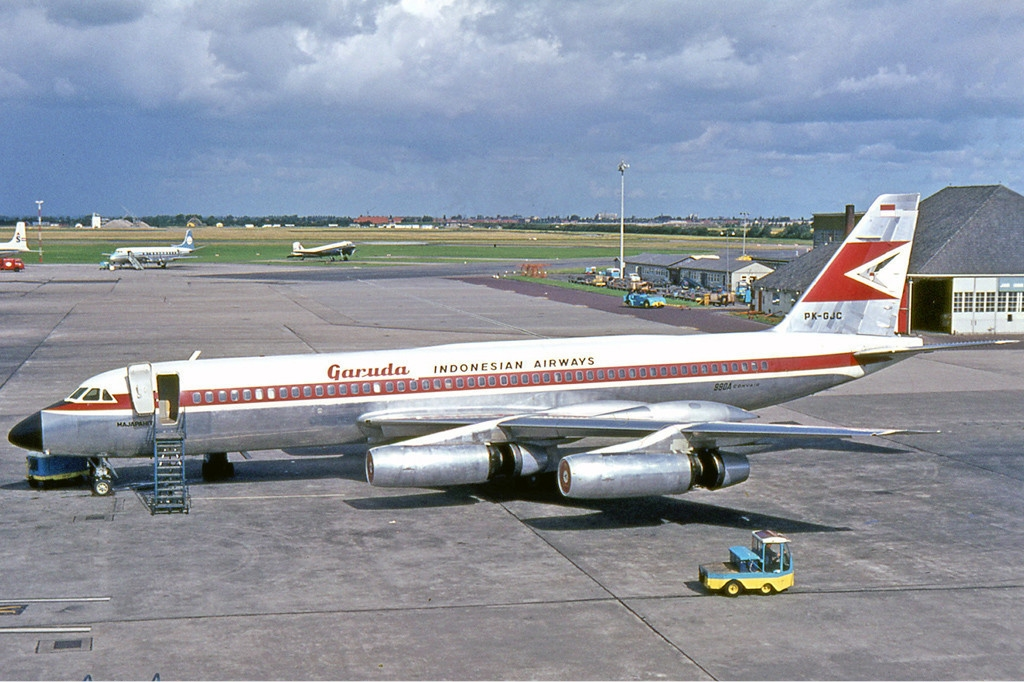
Garuda Indonesia Convair CV-990, Amsterdam 1965

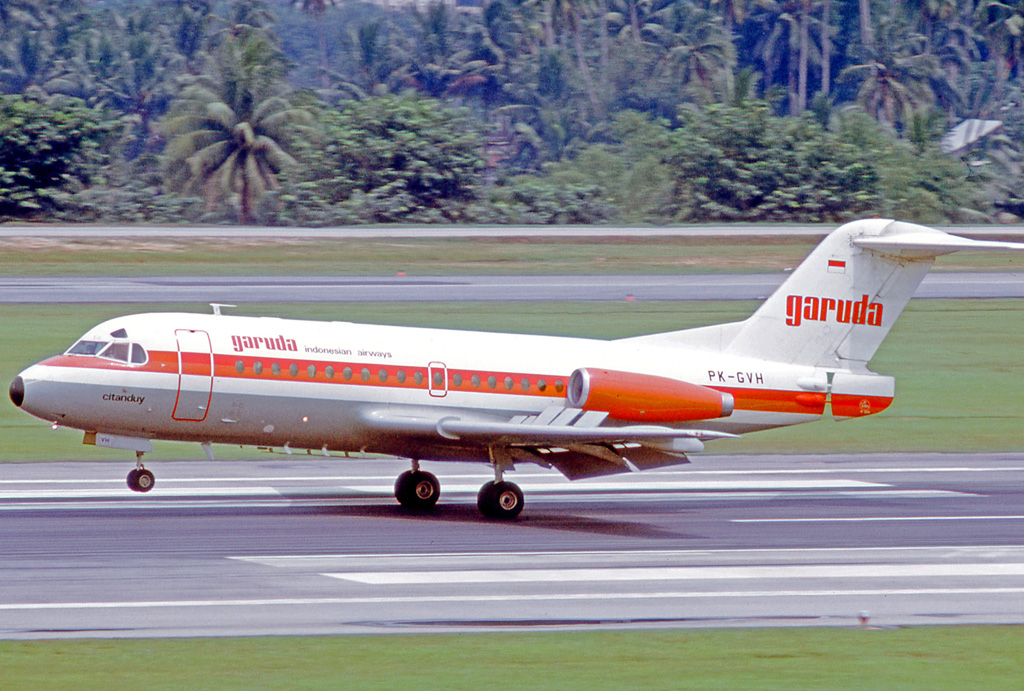
Garuda Indonesia Fokker F28, Singapur 1974

Das erste Düsenflugzeug der Gesellschaft war eine Convair CV-990, die im September 1963 erworben wurde. Mit diesem Jet wurden ab dem 28. September 1963 auch die ersten Flüge nach Amsterdam und Frankfurt durchgeführt. Im selben Jahr trennte sich der Teilhaber KLM von den Anteilen der Garuda Indonesia. Ab diesem Zeitpunkt gehörte die Fluggesellschaft zur neu gegründeten Muttergesellschaft Merpati Nusantara, in der auch die zweite staatliche Fluggesellschaft Merpati Nusantara Airlines angesiedelt wurde.
Mit der Anschaffung von drei weiteren Convair CV-990, drei Lockheed L-188 Electra und einer Douglas DC-8 hatte für die Garuda Indonesia endgültig das Düsenflugzeug-Zeitalter begonnen. Ab dem Jahr 1965 wurde das Streckennetz erheblich erweitert. Es wurden ab diesem Zeitpunkt als weitere europäische Ziele Rom und Paris bedient und neue Ziele in Asien, wie Peking, Hongkong und Phnom Penh, sowie Kairo in Afrika angeflogen. Zum Ende des Jahrzehnts wurden die ersten Douglas DC-9 und Fokker F-27 beschafft. In den 1970er-Jahren wurden insgesamt sechsunddreißig Fokker F28 an die Garuda Indonesia geliefert, die damit weltweit der größte Abnehmer für diesen Flugzeugtyp war. Neben diesen Flugzeugen verstärkten noch weitere DC-9 den Flugzeugpark. Gegen Ende des Jahrzehnts wurde die Flotte um drei Douglas DC-10 erweitert.

### Modernisierung

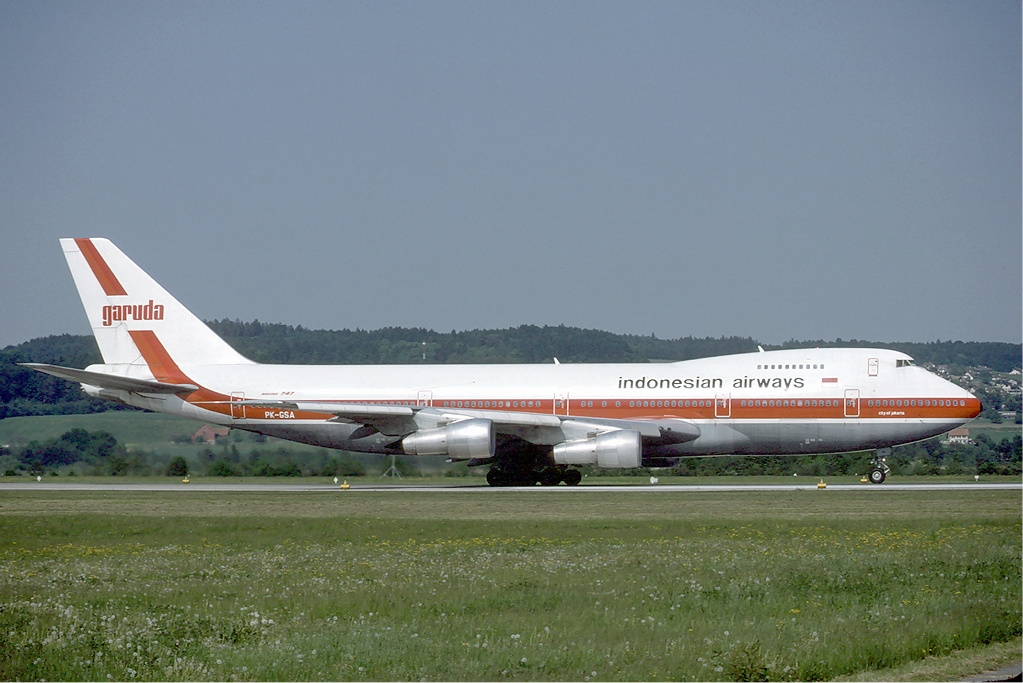
Boeing 747-200 der Garuda Indonesia in Zürich (1985)

Als die älteren Flugzeuge in den 1980er-Jahren ersetzt werden mussten, entschied man sich, die Sitzplatzkapazitäten mit Großraumflugzeugen zu erhöhen. Garuda Indonesia bestellte acht Airbus A300 und drei Boeing 747. Da das Unternehmen immer weiter expandierte, wurden ab der Mitte des Jahrzehnts auch Maschinen der Typen Boeing 737 und McDonnell Douglas MD-11 sowie weitere DC-10 angeschafft. Seitdem wurden je nach Passagieraufkommen diverse Boeing-Jets teilweise gebraucht gekauft und wieder verkauft. Die einzige Ausnahme von den Boeing waren am Ende der 1980er-Jahre gebraucht beschaffte Lockheed L-1011 TriStar, die zwei Jahre später wieder veräußert wurden.

### Krisen
Im Zuge der Asienkrise 1997 und 1998 verloren der indonesische Staat und die Garuda Indonesia viel Kapital. Darauf wurde mit diversen Streckenkürzungen im interkontinentalen Bereich reagiert, es wurden nur noch Amsterdam, Frankfurt und London angeflogen. Infolge der Terroranschläge am 11. September 2001 und dem Bombenanschlag auf Bali am 12. Oktober 2002 waren auch die letzten beiden Europaverbindungen unrentabel geworden und wurden eingestellt. Im Jahr 2001 wurden Garuda Indonesia und Merpati Nusantara Airlines von ihrer gemeinsamen Muttergesellschaft getrennt und agieren seitdem eigenständig.
Die Corona-Pandemie setzte Garuda deutlich zu. Indonesien hielt sehr lange Zeit den Luftraum für internationale Flüge geschlossen bzw. beschränkte touristische Einreisen fast vollständig. Auswirkungen waren seitdem vor allem an den Drehkreuzen Jakarta und noch stärker Denpasar zu spüren. Die Flotte ist 18 Monate nach Ausbruch der Pandemie noch immer zu 50 Prozent inaktiv und der Flugbetrieb beschränkt sich auf nationale Strecken. Kurz- bis mittelfristige Planungen gehen sogar davon aus, dass die Kernmarke Garuda Indonesia nur noch eine Flotte von 60 Flugzeugen betreiben wird. Die Strategie sieht daneben eine zukünftig weitere Stärkung der Low-Cost-Tochtergesellschaft Citilink vor, welche überwiegend auf nationalen Flugrouten aktiv ist.

### Gegenwart

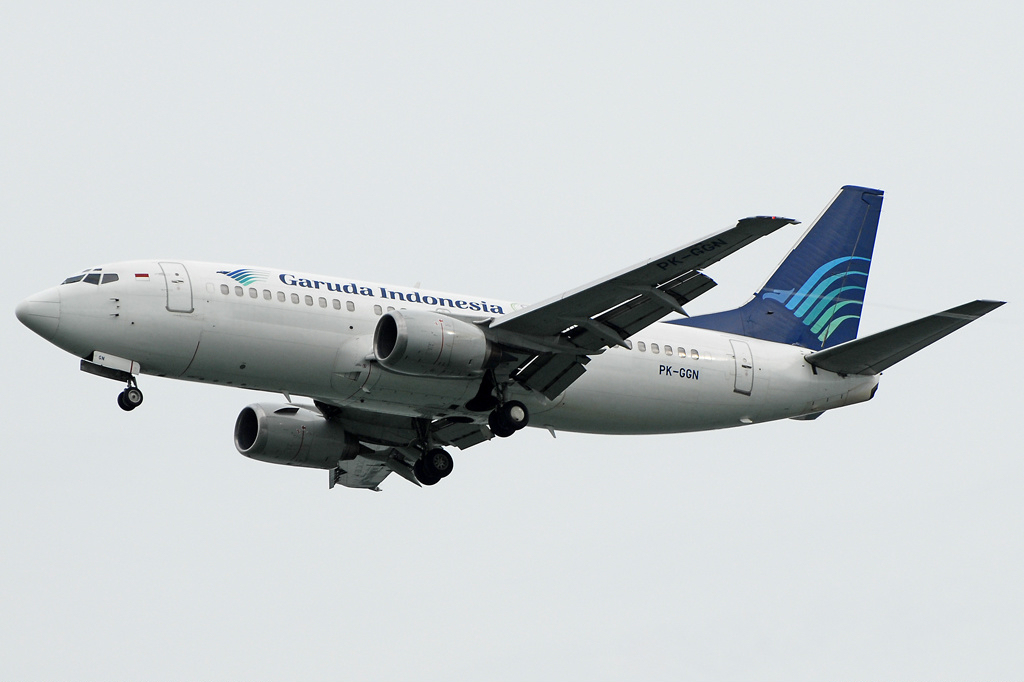
Boeing 737-300 der Garuda Indonesia in älterer Bemalung

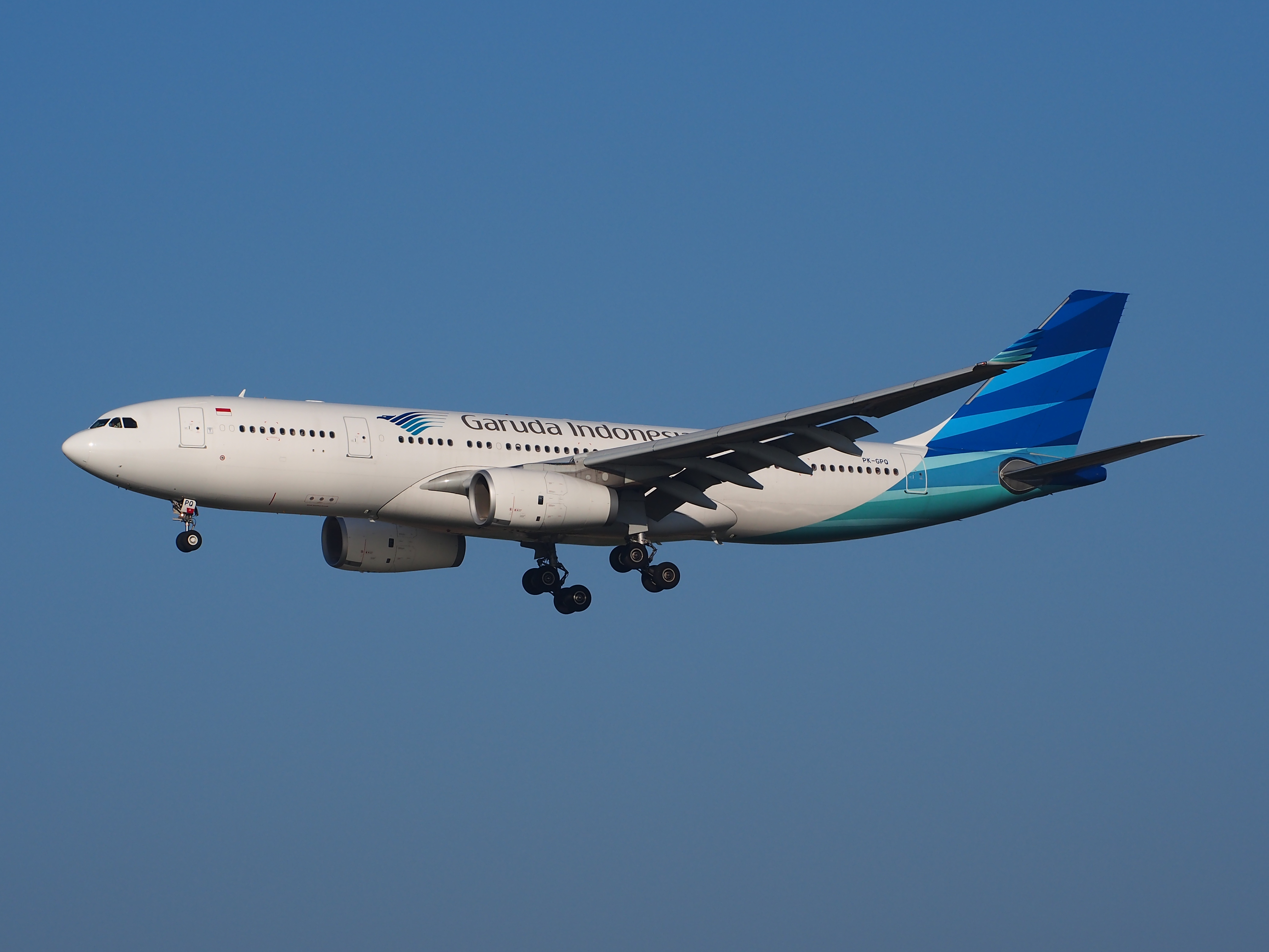
Airbus A330-200 der Garuda Indonesia

In Indonesien gibt es nur wenige internationale Drehkreuze bei einer überwiegenden Abwicklung der Flüge durch heimische Fluggesellschaften.
Aufgrund von Sicherheitsmängeln im Zusammenhang mit mangelhafter staatlicher Aufsicht war Garuda Indonesia, so wie alle anderen indonesischen Fluggesellschaften, im Juni 2007 in die Liste der Betriebsuntersagungen für den Luftraum der Europäischen Union aufgenommen worden, so dass für alle Maschinen ein Landeverbot in der EU bestand. Seitdem sind Gespräche zwischen der EU und Indonesien geführt und von der indonesischen Regierung Maßnahmen zur Verbesserung der Situation getroffen worden. Auf der im Juli 2009 veröffentlichten Liste ist Garuda Indonesia daher erstmals nicht mehr enthalten. Erstes europäisches Ziel nach Aufhebung des Verbotes war Amsterdam.
Im Rahmen der Flottenmodernisierung führte Garuda Indonesia 2009 neben einer neuen Kabinenausstattung (zuerst in den neuen Airbus A330-200) auch ein neues Corporate Design ein, das sukzessive auf die gesamte Flotte angewandt wird.
Am 24. November 2010 wurde bekannt gegeben, dass Garuda Indonesia im Laufe des Jahres 2012 der Luftfahrtallianz SkyTeam beitreten solle, am 5. März 2014 wurde das Unternehmen Vollmitglied des SkyTeam.
Am 15. Juni 2015 bekundete Garuda Indonesia Interesse am Kauf von 30 Airbus A350-900 und von 30 Boeing 787-9, ohne feste Bestellungen zu platzieren.
Garuda gründete 2016 die Division Citilink, die anfänglich mit Fokker F28 und Boeing 737-300 flog und mittlerweile auf Airbus A320-200 umgestellt wurde. Citilink ist seit 2006 eine hundertprozentige Tochtergesellschaft der Garuda Indonesia.
Am 9. November 2018 verkündete Garuda Indonesia die Übernahme der Fluggesellschaft Sriwijaya-Air-Gruppe durch die Tochtergesellschaft Citilink. Diese Zusammenarbeit wurde jedoch bereits im November 2019 seitens Garuda wieder gekündigt.
Infolge der Abstürze zweier Boeing 737 MAX 8 stornierte Garuda Indonesia am 22. März 2019 als erste Fluggesellschaft weltweit eine Bestellung von Flugzeugen dieses Typs. Der Auftrag über 50 Maschinen aus dem Jahr 2014 hatte einen Gesamtwert von 4,9 Milliarden US-Dollar. Eine Maschine war bereits ausgeliefert worden, 49 sollten abbestellt werden.
Durch den seit einigen Jahren immer intensiveren Wettbewerb der staatlichen Airline mit Low-Cost-Fluggesellschaften wie u. a. Lion Air (inkl. Batik Air und Wings), AirAsia sowie fehlende oder unzureichende Strategien und nicht konkurrenzfähige Kostenkalkulation ist Garuda weiter ins Hintertreffen geraten. So hatte Garuda in jüngster Vergangenheit immer wieder ihre Anteilseigner um weitere Kapitalspritzen gebeten, um Expansionspläne zu finanzieren, wodurch die Schulden deutlich gestiegen sind. Die Coronakrise hat diese Entwicklung noch einmal deutlich verschärft. Mittel- bis langfristig wird davon ausgegangen, dass der indonesische Luftverkehr weiter deutlich wachsen wird (Passagiere: 2009 - 27,4 Mio.; 2019 - 91,3 Mio.). Der zukünftige Platz von Garuda innerhalb der vorhergesagten positiven zukünftigen Entwicklung des südostasiatischen Luftverkehrsmarktes ist fraglich, auch aufgrund der 2021 eingeschlagenen Flottenstrategie mit der Beschränkung auf kleinere Flugzeuge sowie überwiegend auf Inlandsstrecken.
Am 26. September 2022 beantragte die Fluggesellschaft Insolvenz nach Chapter 15 des Insolvenzrechtes in den USA. Ende März 2023 äußerte der Wirtschaftsprüfer ernsthafte Zweifel an der Fortführung der Fluggesellschaft.

### Eignerstruktur
| Name                               | Anteile        | Anteil (%) |
| ---------------------------------- | -------------- | ---------- |
| Republik Indonesien                | 59.038.124.403 | 64,54      |
| PT Trans Airways (Chairul Tanjung) | 7.316.798.262  | 8,0        |
| Brown Brothers Harriman            | 3.218.804.814  | 3,52       |
| Watiga Trust Ltd.                  | 2.252.186.801  | 2,46       |
| Avalon Aerospace LL S/A            | 1.017.040.501  | 1,52       |
| HSBC CMB S/A                       | 1.339.802.612  | 1,46       |
| Ballyfin Aviation II Ltd.          | 1.216.085.626  | 1,33       |
| weitere                            |                | 17,17      |

### Kennzahlen
| Jahr | Passagiere Marke Garuda (Mio.) | Passagiere Marke Citilink (Mio.) | Fracht Garuda (1.000 t) | Fracht Citilink (1.000 t) | Flottengröße Garuda | Flottengröße Citilink |
| ---- | ------------------------------ | -------------------------------- | ----------------------- | ------------------------- | ------------------- | --------------------- |
| 2023 | 8,29                           | 11,68                            | 105,5                   | 65,4                      | 71                  | 66                    |
| 2022 | 5,56                           | 9,29                             | 187,3                   | 66,8                      | 68                  | 66                    |
| 2021 | 3,44                           | 7,53                             | 283,6                   | 81,7                      | 112                 | 66                    |
| 2020 | 5,31                           | 5,49                             | 235,4                   | 60                        | 142                 | 68                    |
| 2019 | 19,67                          | 12,22                            | 335,8                   | 65,9                      | 142                 | 60                    |
| 2018 | 23,61                          | 14,83                            | 453,8                   | 84,5                      | 144                 | 58                    |
| 2017 | 23,96                          | 12,27                            | 371                     | 75,8                      | 144                 | 58                    |
| 2016 | 23,9                           | 11,08                            | 341                     | 74,2                      | 144                 | 52                    |
| 2015 | 23,59                          | 9,37                             | 296,3                   | 55,4                      | 143                 | 44                    |
| 2014 | 21,59                          | 7,55                             | 298,7                   | 105,3                     | 133                 | 36                    |
| 2013 | 19,62                          | 5,34                             | 269                     | 76,9                      | 110                 | 30                    |
| 2012 | 17,56                          | 2,86                             | 232                     | 48,3                      | 85                  | 21                    |
| 2011 | 15,45                          | 1,63                             | 201,6                   | 0                         | 78                  | 19                    |

## Flugziele
Garuda Indonesia fliegt neben 48 Zielen im Inland (Stand 2019) auch 22 Ziele im Nahen und Fernen Osten, Australien und Europa an. Einziges Ziel in Europa ist Amsterdam. Weitere Inlandsziele werden vom Tochterunternehmen Citilink angeflogen.
Das Unternehmen arbeitet eng mit China Airlines, Korean Air, Malaysia Airlines und Silk Air zusammen. Neben den Partnergesellschaften in der SkyTeam Allianz bestehen darüber hinaus mit ANA, Bangkok Airways, China Southern Airlines, Etihad Airways, Hong Kong Airlines, Japan Airlines, Oman Air, Philippine Airlines, Royal Brunei Airlines, Singapore Airlines und Turkish Airlines Codeshare-Abkommen.

## Flotte

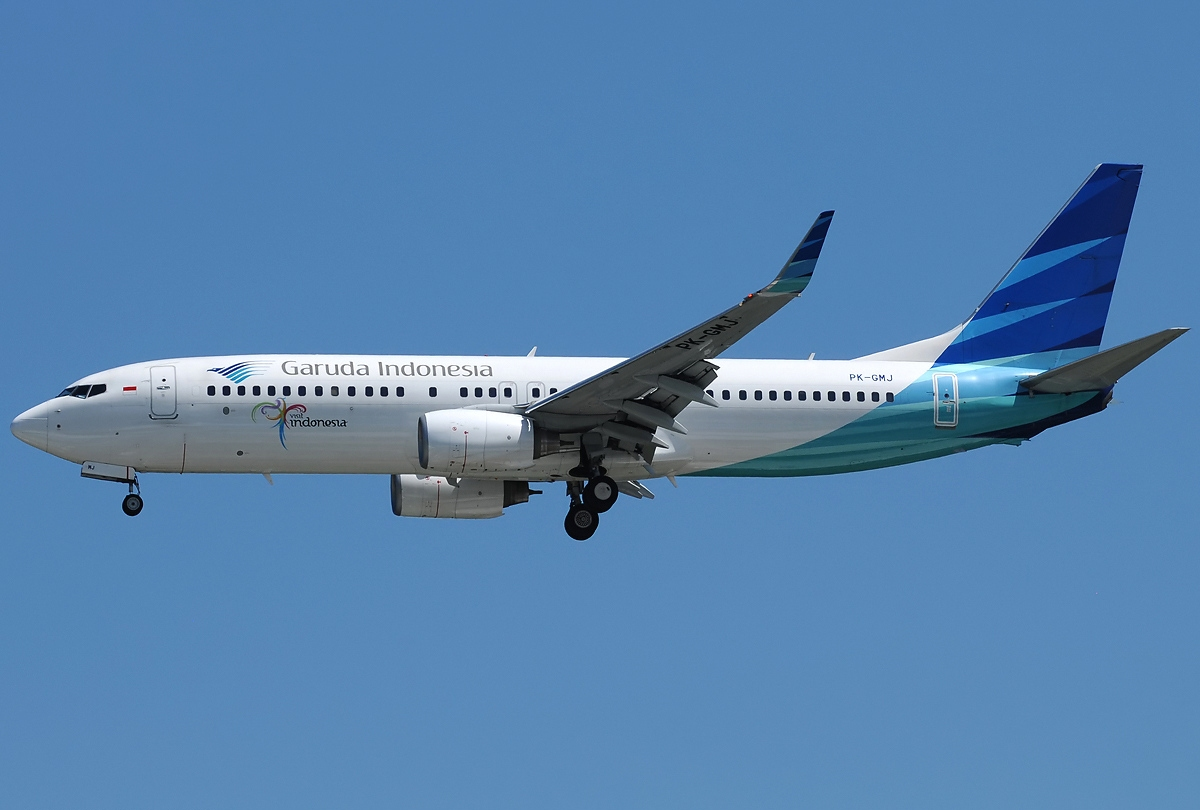
Boeing 737-800 der Garuda Indonesia

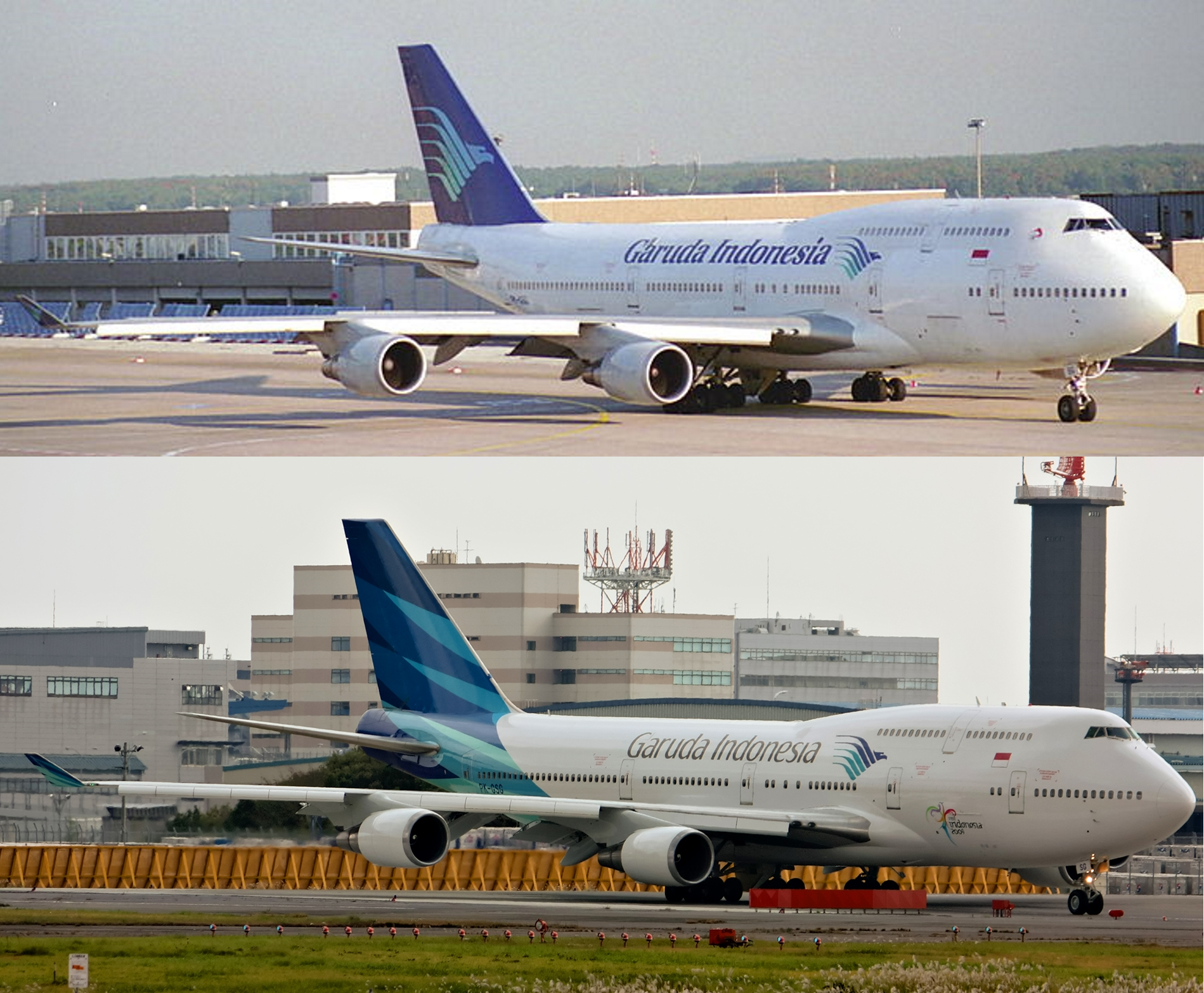
Vergleich desselben Flugzeugs PK-GSG mit alter Bemalung (oben) und neuer Bemalung (unten)

### Aktuelle Flotte
Mit Stand Januar 2024 besteht die Flotte der Garuda Indonesia aus 73 Flugzeugen mit einem Durchschnittsalter von 12,0 Jahren:
| Flugzeugtyp       | Anzahl | bestellt | Anmerkungen | Sitzplätze (First/Business/Eco)                   | Durchschnittsalter (Januar 2024) |
| ----------------- | ------ | -------- | --- | ------------------------------------------------- | -------------------------------- |
| Airbus A330-200   | 04     |          | drei inaktiv | 222 (-/36/186) 260 (-/18/242)                     | 12,0 Jahre                       |
| Airbus A330-300   | 16     |          | vier inaktiv; zwei Stück als provisorische Frachtflugzeuge eingesetzt; PK-GPF in Skyteam-Sonderbemalung                                       | 251 (-/36/215) 287 (-/24/263) 360 (-/-/360) Cargo | 15,5 Jahre                       |
| Airbus A330-900   | 03     |          | zwei inaktiv | 301 (-/24/277)                                    | 4,3 Jahre                        |
| Boeing 737-800    | 41     |          | fünf inaktiv; mit Winglets ausgestattet; PK-GMH in Skyteam-Sonderbemalung; PK-GFM in „1960er“-Retrobemalung; PK-GFN in „1969er“-Retrobemalung | 162 (-/12/150) 174 (-/12/162)                     | 11,7 Jahre                       |
| Boeing 737-800BCF | 01     |          | betrieben durch BBN Airlines Indonesia | Cargo                                             | 11,7 Jahre                       |
| Boeing 777-300ER  | 08     |          | drei inaktiv; eine betrieben für die indonesische Regierung; PK-GII in Skyteam-Sonderbemalung                                                 | 314 (8/38/268) 393 (-/26/367)                     | 9,3 Jahre                        |
| Gesamt            | 73     | -        | |                                                   | 12,0 Jahre                       |

Um Pilgerströme bewältigen zu können, least Garuda Indonesia während der Haddsch-Saison häufig kurzzeitig eine große Zahl an Flugzeugen von Drittgesellschaften. Weitere Flugzeuge werden durch die Tochtergesellschaft Citilink eigenständig betrieben.

### Ehemalige Flugzeugtypen

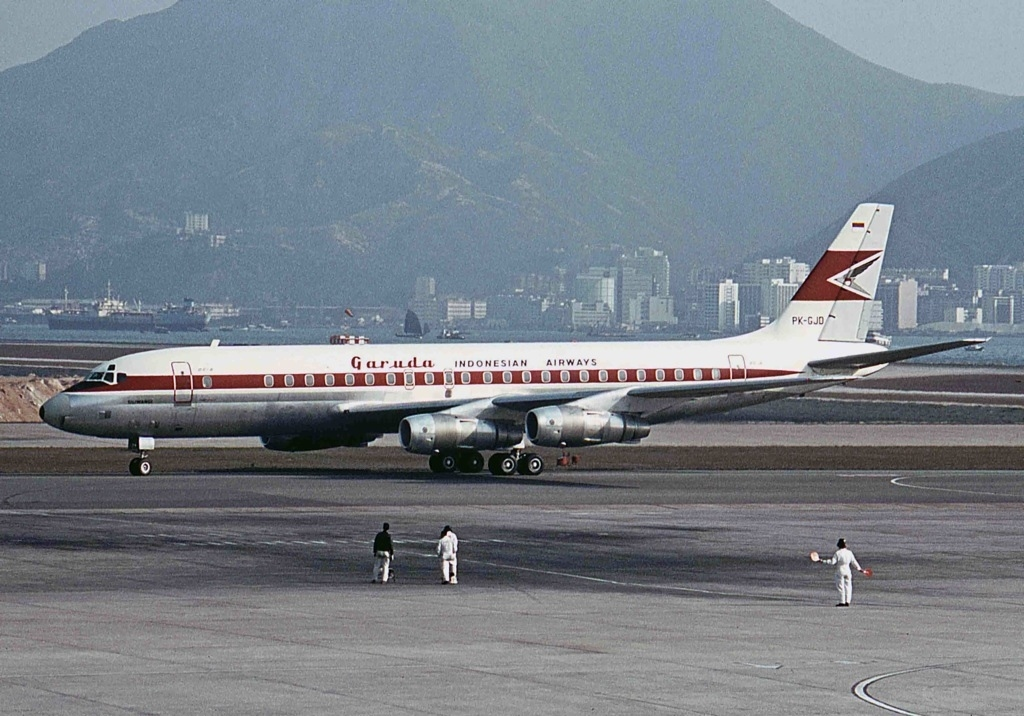
Garuda Douglas DC-8-55, Hongkong 1967

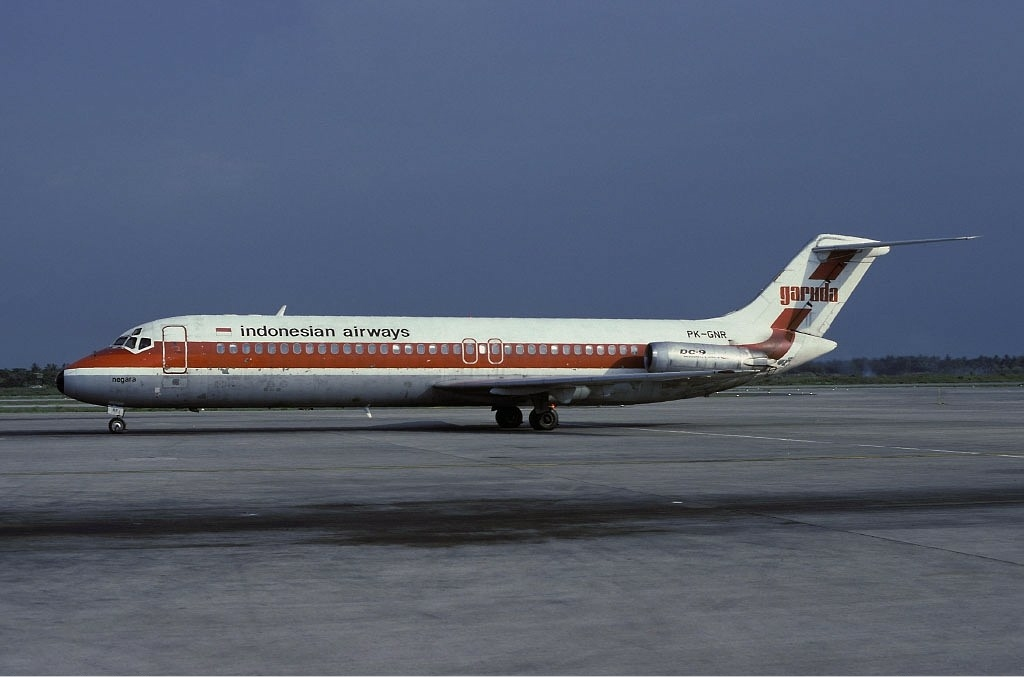
Garuda Douglas DC-9-32, Hongkong 1986

Im Laufe ihres Bestehens setzte Garuda Indonesia u. a. auch folgende Flugzeugtypen ein:
- Airbus A300
- Airbus A330-900
- ATR 72-600
- Boeing 737-200
- Boeing 737-300
- Boeing 737-400
- Boeing 737-500
- Boeing 737 MAX 8
- Boeing 747-100
- Boeing 747-200
- Boeing 747-400
- Bombardier CRJ1000
- Consolidated Catalina
- Convair CV-240
- Convair CV-340
- Convair CV-440 Metropolitan
- Convair CV-990
- De Havilland DH.114 Heron
- Douglas DC-3/C-47
- Douglas DC-8
- Douglas DC-9
- Fokker F27
- Fokker F28
- Lockheed L-188 Electra
- McDonnell Douglas DC-10
- McDonnell Douglas MD-11

## Zwischenfälle
Garuda Indonesia war seit ihrer Gründung bis Dezember 2017 in 36 Totalschäden verwickelt. Bei 23 tödlichen Unfällen starben insgesamt 768 Menschen. Beispiele:
- Am 24. Januar 1961 wurde eine Douglas DC-3/C-47A-80-DL der Garuda Indonesia (Luftfahrzeugkennzeichen PK-GDI) auf dem Weg zum Flughafen Bandung (Indonesien) in einer Höhe von 5400 Fuß (1640 Metern) gegen den Vulkan Burangrang geflogen. Durch diesen CFIT (Controlled flight into terrain) wurden alle 21 Insassen getötet, fünf Besatzungsmitglieder und 16 Passagiere.[30]

- Am 3. Februar 1961 verschwand eine Douglas DC-3/C-47A-20-DK der Garuda Indonesia (PK-GDY) auf dem Inlandsflug von Surabaya (Indonesien) nach Balikpapan querab der Insel Madura. Das Flugzeug wurde nie gefunden. Alle 26 Insassen, fünf Besatzungsmitglieder und 21 Passagiere, blieben vermisst.[31]

- Am 27. Februar 1962 wurde eine Convair CV-240-23 der Garuda (PK-GCB) am Flughafen Palembang (Indonesien) irreparabel beschädigt. Nähere Einzelheiten sind derzeit nicht verfügbar. Über Personenschäden ist nichts bekannt.[32]

- Am 17. August 1962 wurde eine Convair CV-240-23 der Garuda (PK-GCE) am Flughafen Ambon (Indonesien) irreparabel beschädigt. Nähere Einzelheiten sind derzeit nicht verfügbar. Über Personenschäden ist nichts bekannt.[33]

- Am 1. Januar 1966 kollidierten eine Douglas DC-3/C-47A-80-DL (PK-GDE) und eine Douglas DC-3/C-47A-25-DK (PK-GDU), beide durch Garuda Indonesia betrieben, während des Anflugs auf den Flughafen Palembang in der Luft. Beide Flugzeuge stürzten in einen Sumpf, alle insgesamt 34 Insassen der beiden Maschinen kamen ums Leben, jeweils vier Besatzungsmitglieder und 13 Passagiere.[34][35]

- Am 16. Februar 1967 setzte eine Lockheed L-188C Electra der Garuda (PK-GLB) beim Landeversuch auf dem Flughafen Manado (Indonesien) 50 Meter vor dem Landebahnanfang mit hoher Sinkgeschwindigkeit auf. Das Fahrwerk brach zusammen, das Flugzeug rutschte auf dem Bauch weiter und fing Feuer. Von den 92 Insassen kamen 22 Passagiere ums Leben.[36]

- Am 28. Mai 1968 stürzte eine Convair CV-990 (PK-GJA) etwa viereinhalb Minuten nach dem Start vom Flughafen Bombay nahezu senkrecht zu Boden. Alle 29 Insassen, 14 Besatzungsmitglieder und 15 Passagiere sowie eine Person am Boden kamen ums Leben. Es stellte sich heraus, dass alle vier Triebwerke ausgefallen waren, da die Maschine in Bombay versehentlich mit Benzin statt Kerosin fehlbetankt wurde (siehe auch Garuda-Indonesia-Flug 892)[37]

- Am 26. September 1972 rollte eine Fokker F-27-600 der Garuda Indonesia (PK-GFP), die zu einem Testflug vom Flughafen Jakarta-Kemayoran startete, beim Abheben in einer Höhe von 30 Metern plötzlich nach rechts und stürzte 90 Meter neben der Startbahn ins Gelände. Es befand sich nur eine dreiköpfige Besatzung an Bord, die bei dem Unfall getötet wurde.[38]

- Am 7. September 1974 wurde eine  Fokker F-27-600 der Garuda Indonesia (PK-GFJ), die von Jakarta-Kemayoran  zu einem Inlandsflug gestartet war, im Landeanflug kurz vor dem Flughafen Bandar Lampung während eines Unwetters in ein Gebäude geflogen. Alle 36 Personen an Bord kamen ums Leben.[39]

- Am 24. September 1975 streifte eine aus Jakarta kommende Fokker F28-1000 der Garuda Indonesia (PK-GVC) mit dem Taufnamen Makahem, die gerade eine Platzrunde für den Landeanflug auf den Flughafen Palembang flog, bei Nebel mit Sichtweiten von 50 Metern eine Kokospalme und stürzte vier Kilometer abseits des Flughafens ab. Es befanden sich 61 Personen an Bord. Die vierköpfige Besatzung, 21 der 57 Passagiere und ein Mensch am Boden kamen ums Leben (siehe auch Garuda-Indonesia-Flug 150).[40]

- Am 6. März 1979 verunglückte eine Fokker F28-1000 der Garuda Indonesia (PK-GVP) mit dem Taufnamen Sambas auf einem Inlandsflug von Denpasar nach Surabaya. Der Flug sollte 30 Minuten dauern. Nach 22 Minuten flog die Maschine im Sinkflug in einer Höhe von rund 1900 Metern gegen den Vulkan Bromo. Es befanden sich außer den vier Besatzungsmitgliedern keine Personen an Bord, es gab keine Überlebenden.[41]

- Am 11. Juli 1979 war eine Fokker F28-1000 der Garuda Indonesia (PK-GVE) mit dem Taufnamen Mamberano vom Palembang zu einem Inlandsflug nach Medan gestartet. Der Flug sollte 80 Minuten dauern, an Bord befanden sich 57 Passagiere und 4 Besatzungsmitglieder. Der Kapitän erklärte über Funk, er würde eine Flughöhe von 1800 Metern beibehalten. Einige Minuten später flog er die Maschine jedoch in einer Höhe von 1700 Metern gegen den 2212 Meter hohen Vulkan Sibayak. Niemand an Bord überlebte.[42]

- Am 20. März 1982 überschoss eine Fokker F28-1000 der Garuda Indonesia (PK-GVK), die in Jakarta-Kemayoran gestartet war, bei der Landung auf dem Flughafen Bandar Lampung die Landebahn um 700 Meter und ging in Flammen auf. Alle 27 Menschen an Bord starben. Während der Landung hatte es stark geregnet.[43]

- Am 2. Juni 1983 gewann eine Fokker F28-3000RC der Garuda Indonesia (PK-GFV) mit dem Taufnamen Selegan, die einen Inlandsflug von Bandar Lampang  nach Jakarta-Kemayoran durchführen sollte, nach dem Start kaum an Höhe und stürzte 138 Meter hinter der Startbahn ab. An Bord befanden sich 57 Passagiere und 4 Besatzungsmitglieder. Drei Menschen starben, darunter ein Passagier. Als Unfallursache wurde vermutet, dass die Checklisten vor dem Start nicht ordnungsgemäß abgearbeitet wurden, sodass die Auftriebshilfen nicht aktiviert waren.[44]

- Am 4. April 1987 kollidierte eine Douglas DC-9-32 der Garuda Indonesia (PK-GNQ) im Landeanflug auf den Flughafen Polonia bei Medan mit Hochspannungsleitungen und stürzte ab, wobei 23 der 45 Personen an Bord starben. Es wird vermutet, dass das Flugzeug aufgrund von Scherwinden abgestürzt ist (siehe auch Garuda-Indonesia-Flug 035).[45]

- Am 13. Juni 1996 brach der Kapitän einer McDonnell-Douglas DC-10-30 der Garuda Indonesia (PK-GIE) auf dem Flughafen Fukuoka nach einem Triebwerksausfall den Start ab, obwohl das Flugzeug bereits abgehoben hatte. Die Maschine schlug wieder auf, raste über das Ende der Landebahn hinaus und brannte völlig aus. Von den 275 Insassen wurden 3 getötet. Die abgerissene Turbinenschaufel, die den Triebwerksausfall verursacht hatte, hätte nach 6000 Betriebszyklen ausgewechselt werden müssen, war aber nach 6182 Zyklen immer noch im Einsatz (siehe auch Garuda-Indonesia-Flug 865).[46]

- Am 26. September 1997 wurde ein Airbus A300-200 der Garuda Indonesia (PK-GAI) auf dem Flug von Jakarta nach Medan kurz vor der Landung in einen Wald geflogen. Zur Zeit des Unfalls herrschte wegen naher Buschfeuer schlechte Sicht. Ursachen waren falsche und widersprüchliche Anweisungen des Fluglotsen sowie Unklarheit bei den Piloten über die Position. Alle 234 Insassen kamen bei dem Absturz ums Leben (siehe auch Garuda-Indonesia-Flug 152).[47]

- Am 16. Januar 2002 musste eine Boeing 737-300 (PK-GWA) etwa 23 Kilometer vor dem Zielflughafen Yogyakarta nach einem durch Hagel verursachten Flammabriss in beiden Triebwerken im Bengawan-Fluss auf der Insel Java notwassern. Bei der Bruchlandung kam ein Besatzungsmitglied ums Leben, mehrere Menschen wurden verletzt (siehe auch Garuda-Indonesia-Flug 421).

- Am 7. März 2007 schoss eine Boeing 737-400 (PK-GZC) über das Ende der Landebahn des Flughafens Yogyakarta hinaus und ging in Flammen auf. An Bord befanden sich 133 Passagiere und sieben Besatzungsmitglieder, 21 Insassen kamen ums Leben (siehe auch Garuda-Indonesia-Flug 200).